# Cod de bare

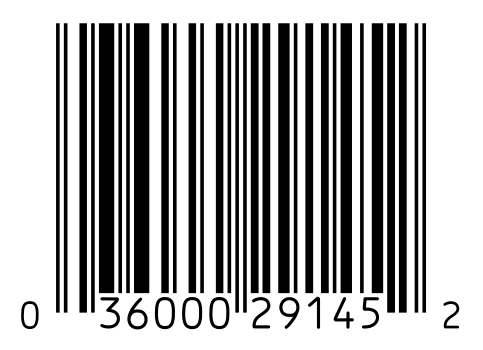
cod de bare

Codul de bare este o reprezentare de date codificată (cifrată), destinată a fi citită pe cale optică. Codurile de bare sunt folosite în multe domenii, îndeosebi industriale.
Un cod de date are aspectul unui șir de bare negre de diverse grosimi pe un fundal alb. În general, fiecare cifră sau literă este reprezentată printr-o combinație de 1 sau mai multe bare. Există mai multe formate (sisteme) de coduri de bare.
Codurile de bare sunt citite și decodate cu ajutorul unor scanere speciale. Acestea măsoară reflexia luminii, interpretează codurile drept cifre și litere și trimit acestea unui calculator sau altui dispozitiv de gestionare a datelor. Scanerele actuale recunosc mai multe formate.
Setul de simboluri utilizate este, în general, restrâns (cuprinde de obicei literele, cifrele și câteva semne speciale), dar sistemele de alcătuire (formatele) codurilor de bare sunt foarte variate. Multe coduri de bare constau în bare verticale (paralele cu axa Y), după diverse formate. Lungimea codului de bare (pe axa X) depinde de cantitatea de date ce trebuie reprezentată.
Toate codurile de bare dispun de un caracter special de start/stop ce permite citirea atât de la stânga la dreapta, cât și de la dreapta la stânga. Prin convenție, caracterul din stânga este considerat caracterul de start și caracterul din dreapta caracterul de stop.
Codurile de bare au fost introduse deoarece mașinile (calculatoarele) în general nu citesc cu ușurință reprezentarea grafică normală a cifrelor și literelor; pentru aceasta s-a dezvoltat domeniul specializat numit „Recunoașterea optică a caracterelor” (în engleză: Optical Character Recognition, OCR), care încă mai are puncte slabe.
De-a lungul anilor au fost dezvoltate un însemnat număr de standarde și formate (numite în engleză simbology).

## Istoria codurilor de bare
În 1932 un grup de studenți de la Universitatea Harvard conduși de Wallace Flint au demarat un proiect destul de îndrăzneț. Produselor le erau anexate puncte de reper din cataloage de produse și erau centralizate într-o bază de date. Codurile de bare, în forma modernă, au început să apară în 1948.
Bernard Silver, un absolvent al institutului „Drexel Institute of Technology” din Philadelphia, a primit o cerere de dezvoltare a unui sistem automat de identificare a produselor. Silver i-a povestit prietenului său Norman Joseph Woodland despre comanda primită. Woodland avea 27 de ani și era profesor la același institut. Problema l-a fascinat pe Woodland, care a început să lucreze la acest proiect. 
Prima idee a lui Woodland a fost aceea de a folosi un tip de cerneală care sub acțiunea radiațiilor ultraviolete devine strălucitoare. Woodland și Silver au creat un dispozitiv care funcționa, dar sistemul avea probleme cu instabilitatea cernelii, iar tipărirea modelelor era foarte costisitoare. Woodland era convins că ideea lor era bună, astfel că a renunțat la profesorat și s-a mutat în Florida unde avea mai mult timp de lucru.
La 20 octombrie 1949, Woodland și Silver au publicat o lucrare intitulată „Classifying Apparatus and Method” (Aparat și metodă de clasificat). Inventatorii au descris invenția lor ca fiind „arta de clasificare a produselor pe baza modelelor”.
Majoritatea codurilor de bare pe care Woodland și Silver le-au descris erau formate dintr-o serie de spirale. În timp ce cei doi le descriau ca simboluri, codurile lor de bare se asemănau foarte mult cu codurile de bare unidimensionale din prezent.
Sistemul era realizat dintr-un model format din 4 linii albe pe un fundal închis. Prima linie era linia de control, iar celelalte 3 linii erau fixate la distanțe variabile față de prima linie. Informația era codată prin prezența sau absența unei sau mai multor linii. Astfel se puteau realiza identificarea a 7 produse diferite. Prin adăugarea mai multor linii era posibilă distincția între și mai multe produse. La un număr de 10 linii erau posibile 1023 (210-1) de clasificări diferite.
Modelul de cod de bare, realizat de Woodland și Silver la 7 octombrie 1952, a început să fie folosit ca model general de identificare a produselor.
Silver a murit în 1962 la vârsta de 38 de ani, înainte de a putea vedea utilizarea codurilor de bare în comerț. În 1992 Woodland a fost distins cu „National Medal of Technology” (Medalia națională a tehnologiei) de către președintele american George H. W. Bush. Nici unul din cei doi nu s-a gândit că invenția lor va deveni o afacere de peste 2.000 de miliarde de dolari.
Codurile de bare au început să fie folosite în comerț numai după 1966. „National Association of Food Chains” (Asociația națională a lanțurilor alimentare) a comandat unui producător de echipamente electronice realizarea unui echipament care să poată realiza citirea codurilor de bare pentru o evidență și un inventar mult mai rapid al produselor. În 1967 a fost instalat primul cititor de coduri de bare la un magazin din Cincinnati. Codurile de bare erau reprezentate după modelul realizat de Woodland și Silver. Aceste coduri de bare nu erau imprimate direct pe ambalaje ci pe etichete pe care angajații magazinului le lipeau pe produse. Astfel sistemul a fost recunoscut ca un model de automatizare și identificare a produselor și a fost adoptat de toți producătorii și distribuitorii de produse.
În 1969 aceeași asociație a comandat la compania Logicon dezvoltarea unui sistem pentru industria codurilor de bare. Rezultatele au fost realizarea standardului UGPIC (Universal Grocery Products Identification Code, Codul de identificare universal al produselor alimentare) în vara anului 1970. Trei ani mai târziu, s-a adoptat simbologia UPC pentru identificarea produselor în SUA. A fost implementat de compania IBM și dezvoltat de George Laurer, care a continuat ideea lui Woodland și Silver. La vremea aceea, Woodland era angajat IBM.
În iunie 1974 primul scaner UPC realizat de NCR Corporation (care se numea pe atunci "National Cash Register Co.") a fost instalat la supermarketul Marsh din Troy, statul Ohio. La 26 iunie 1974 a fost scanat și înregistrat primul produs cu cod de bare. Produsul era un pachet de 10 lame de gumă de mestecat de marca Wrigley. Produsul acesta nu a fost special realizat pentru a fi primul produs scanat, ci pur și simplu a fost o întâmplare. Din păcate istoria nu a păstrat și numele cumpărătorului. Astăzi, pachetul respectiv de gumă de mestecat este expus la „Smithsonian Institution's National Museum of American History”.
Prima încercare de aplicare în industrie a identificării automate a fost demarată la sfârșitul anilor 1950 de către Asociația Americană a Transportatorilor. În 1967 s-a adoptat un format de cod de bare. Etichetarea mașinilor și instalarea de cititoare a început la 10 octombrie 1967. După 7 ani erau etichetate 95 % din mașini. Din mai multe motive, sistemul nu a putut funcționa și a fost în cele din urmă abandonat (în 1970).
În 1981, Ministerul Apărării al SUA a adoptat formatul de cod de bare "Code39" în industria militară.

## Cititor de bare
Codul de bare este o reprezentare de date codificată (cifrată), destinată a fi citită pe cale optică. Codurile de bare sunt folosite în multe domenii, îndeosebi industriale.
Un cod de date are aspectul unui șir de bare negre de diverse grosimi pe un fundal alb. În general, fiecare cifră sau literă este reprezentată printr-o combinație de 1 sau mai multe bare. Există mai multe formate (sisteme) de coduri de bare.
Codurile de bare sunt citite și decodate cu ajutorul unor scanere speciale. Acestea măsoară reflexia luminii, interpretează codurile drept cifre și litere și trimit acestea unui calculator sau altui dispozitiv de gestionare a datelor. Scanerele actuale recunosc mai multe formate.
Setul de simboluri utilizate este, în general, restrâns (cuprinde de obicei literele, cifrele și câteva semne speciale), dar sistemele de alcătuire (formatele) codurilor de bare sunt foarte variate. Multe coduri de bare constau în bare verticale (paralele cu axa Y), după diverse formate. Lungimea codului de bare (pe axa X) depinde de cantitatea de date ce trebuie reprezentată.
Toate codurile de bare dispun de un caracter special de start/stop ce permite citirea atât de la stânga la dreapta, cât și de la dreapta la stânga. Prin convenție, caracterul din stânga este considerat caracterul de start și caracterul din dreapta caracterul de stop.
Codurile de bare au fost introduse deoarece mașinile (calculatoarele) în general nu citesc cu ușurință reprezentarea grafică normală a cifrelor și literelor; pentru aceasta s-a dezvoltat domeniul specializat numit „Recunoașterea optică a caracterelor” (în engleză: Optical Character Recognition, OCR), care încă mai are puncte slabe.
De-a lungul anilor au fost dezvoltate un însemnat număr de standarde și formate (numite în engleză simbology).